# Daijō daijin
Thái Chính Đại Thần  (太政大臣 Daijō daijin) là người đứng đầu hệ thống Thái Chính quan (Daijō-kan) thời kỳ Heian ở Nhật Bản và một thời gian ngắn dưới thời Hiến pháp Minh Trị. Vị trí này, cùng với phần còn lại trong cơ cấu Thái chính ban đầu được lập ra bởi Bộ luật Taihō năm 702.
"Thái Chính Đại Thần" chủ trì Thái Chính Quan, và kiểm soát mọi quan lại trong triều, đặc biệt là Tả Đại Thần (左大臣, Sadaijin) và Hữu Đại Thần (右大臣, Udaijin), cũng như bốn vị đại nhân chủ chốt trong hội đồng và ba vị nhỏ hơn. Các bộ phụ trách các công việc khác của triều đình. Phẩm hàm của Thái chính đại thần là Chính nhất vị (正一位)  hoặc Tòng nhất vị (従一位). Do Chính nhất vị thường chỉ được truy phong nên Thái chính đại thần còn sống thường là Tòng nhất vị.
Vì gia tộc Fujiwara luôn kiểm soát vị trí Nhiếp chính quan bạch, thu nhận ảnh hưởng nên quyền lực của các cơ quan trong triều ngày một giảm sút. Cho đến thế kỷ 10, Thái Chính Đại Thần không còn quyền phát ngôn trừ khi họ đồng thời là Nhiếp chính, nếu không thì phải được nhà Fujiwara ủng hộ. Mặc dù vị trí này vẫn tồn tại trên danh nghĩa cho đến năm 1885, cho đến đầu thế kỷ 12, vị trí này thực chất không có quyền lực, và thường bị bỏ khuyết, vì các Nhiếp chính quan, đôi khi giữ chức Tả hay Hữu Đại Thần, giữ mọi quyền lực hành chính trong triều. Về sau, Thái chính đại thần thường được ban cho Nhiếp chính quan bạch hay Tướng quân về hưu hoặc truy phong cho họ sau khi qua đời.
Cơ quan này được phục hồi dưới Hiến pháp Minh Trị với việc bổ nhiệm Sanjo Sanetomi năm 1871, trước khi hoàn toàn bị xóa bỏ năm 1885.

## Quan chế
Quyền lực thực sự của triều đình thời kỳ trước Minh Trị rơi xuống mức thấp nhất trong những năm Mạc phủ Tokugawa, và cơ cấu Thái Chính Quan vẫn tiếp tục tồn tại. Không thể đánh giá bất kỳ một cơ quan nào nếu không bàn đến vai trò của nó trong hoàn cảnh của một mạng lưới lâu bền và thiếu linh hoạt và một hệ thống cấp bậc quan lại.
Vị trí cao nhất trong triều dễ xác định. Danh sách này có thể đưa ra một cái nhìn khái lược về hệ thống quan lại trong triều:
- 1. Thái Chính Đại Thần (太政大臣 Daijō daijin?)[4]
  - Xem thêm, Tri Thái Chính Quan Sự (知太政官事 Chi-daijōkanji?).[5]
- 2. Tả Đại Thần (左大臣 Sadaijin?).[6]
- 3. Hữu Đại Thần"" (右大臣 Udaijin?).[6]
- 4. Nội Đại Thần (内大臣 Naidaijin?).[6]
- 5. Đại Nạp Ngôn (大納言 Dainagon?). Thường thì có ba người,[6] đôi khi nhiều hơn.[7]
- 6. Trung Nạp Ngôn (中納言 Chūnagon?).[6]
- 7. Thiếu Nạp Ngôn (少納言 Shōnagon?). Thường có ba người.[6]
- 8. Tham Nghị (参議, "Sanghi"?). Chức năng của vị trí này là quản lý các hoạt động trong Hoàng cung.[8]
- 9. Ngoại Ký  (外記 Geki?). Đây là một chức quan đặc biệt chỉ hành động theo ý của Thiên Hoàng.[6]
- 10. Tả Đại Biện  (左大弁 Sadaiben,?)[5] Chức quan này được bổ nhiệm để giám sát 4 bộ: Trung Bộ Tỉnh, Thức Bộ Tỉnh, Trị Bộ Tỉnh, và Bộ thu thuế.[6]
- 11. Hữu Đại Biện  (右大弁 Udaiben?)[5] Chức quan này được bổ nhiệm để giám sát 4 bộ: Binh Bộ Tỉnh, Hình Bộ Tỉnh, Đại Khố tỉnh và Cung Nội tỉnh.[6]
- 12. Tả Trung Biện  (左中弁, Satchūben?).[6]
- 13. Hữu Trung Biện  (右中弁, Utchūben?).[6]
- 14. Tả Thiếu Biện (左少弁, Sashōben?).[6]
- 15. Hữu Thiếu Biện  (右少弁, Ushōben?).[6]
- 16. Tả Đại Sử  (左大史, "Sadaishi"?).[6]
- 17. Hữu Đại Sử (右大史, "Oudaishi"?).[6]
- 18. Sử Thiếu Thừa (史少丞, Shi shō-shō?). Có 20 vị quan giữ chức này.[6]

### Tám bộ
Chỉ một danh sách các chức quan trong triều không thể hiện đầy đủ chức năng thực sự của Daijō-kan; nhưng ít nhất mối liên hệ khái quát cũng trở nên dễ dàng nhận diện hơn:
- Trung Vụ tỉnh (中務省, Nakatsukasa-shō?).[9]; đứng đầu 8 bộ, thường do Hoàng tử nắm giữ, thân cận Hoàng đế, lo xe ngựa, tuỳ tùng, làm cố vấn và đảm nhận công tác văn thư cho Hoàng gia.
- Thức Bộ tỉnh (式部省, Shikibu-shō?); còn được gọi là "Bộ cai quản tư pháp và hướng dẫn công cộng ".[6]; đảm nhận công tác nhân sự, khen thưởng, giáo dục, thi cử, lễ nghi triều đình, trông coi các lăng mộ Hoàng gia.
- Trị Bộ tỉnh (治部省, Jibu-shō?); còn được biết đến như "Bộ Nội vụ".[10]; trông coi về đăng ký hộ tịch, lễ nghi dân gian, tôn giáo, ngoại giao, giải quyết các tranh chấp trong lĩnh vực quản lý.
- Dân Bộ tỉnh (民部省, Minbu-shō?).[6]; đảm nhận việc thống kê dân số, ruộng đất, tài nguyên, thu thuế.
- Binh Bộ tỉnh (兵部省, "Hyōbu-shō"?).[6]; trông coi quân đội, vũ khí, từ khi chế độ Mạc phủ thành lập thì quan đứng đầu Binh bộ là Binh bộ khanh là người thay mặt Thiên hoàng làm việc với Mạc phủ, tới thời Edo thì Binh bộ khanh thường bị bỏ qua.
- Hình Bộ tỉnh (刑部省, Gyōbu-shō?).[11]; đảm nhận hình luật, xét xử, tù ngục.
- Đại Tàng tỉnh (大蔵省, Ōkura-shō?).[12]; quản lý, trông coi kho tàng của triều đình, quy định đo lường, tiền tệ, quản lý việc chi tiêu, chia sẻ chức năng tài chính với Dân bộ tỉnh.
- Cung Nội sảnh (宮内省, Kunai-shō?).[13]; quản lý công việc trong cung.